# Salu Digby
Shrinking Violet (Salu Digby), anche nota come Atomic Girl, è un personaggio immaginario, una supereroina dell'Universo DC del XXX e XXXI secolo e membro della Legione dei Super-Eroi. Salu proviene dal pianeta Imsk, e fu creata da Jerry Siegel, co-creatore di Superman, e dall'artista Jim Mooney. Possiede il potere di miniaturizzarsi, come tutti i nativi Imskiani.

## Pre-Ora Zero
Nella continuità pre-Ora Zero originale, fu la tredicesima persona a unirsi alla Legione dei Super Eroi. Comparve per la prima volta in Action Comics n. 276 (maggio 1961). Fu in prova per l'adesione alla squadra insieme a Sun Boy e Bouncing Boy e alle stesse eliminatorie Supergirl e Brainiac 5 entrarono nella Legione. Shrinking Violet entrò nella Legione più avanti, insieme ai suoi due futuri compagni di squadra. Nonostante la sua timidezza, Violet, nota come "Vi" tra i suoi compagni di squadra, funse da Legionaria esemplare ed ebbe una relazione romantica con Duplicate Boy degli Eroi di Lallor.
Anni più tardi fu rapita dai radicali del pianeta Imsk, e fu rimpiazzata nella Legione da Yera, un'attrice Durlaniana che utilizzò le sue native capacità mutaforma per assumere l'identità di Violet (i radicali convinsero Yera che Vi intendeva andare in vacanza in segreto). Il vice leader della Legione, Element Lad, e il collegamento presso la Polizia Scientifica, Shvaughn Erin, si insospettirono della falsa Violet quando Yera, indossando l'uniforme di Violet, si innamorò all'improvviso di Colossal Boy, che ebbe una violenta cotta per la vera Violet per anni. La falsa Violet fu scoperta e quella vera fu salvata. Dopo un periodo di riposo dal trauma del suo rapimento, Violet diede le dimissioni dalla carriera di Legionaria. Divenuta più cinica, adottò un comportamento decisamente più aggressivo verso i criminali, e infine divenne la Legionaria più abile nel combattimento corpo a corpo (ad eccezione di Dream Girl).
Dopo essere tornata in attività Violet ruppe la relazione con Duplicate Boy quando seppe che, anche se aveva scoperto il segreto di Yera alcuni mesi prima, lui non aveva detto niente a nessuno, né aveva cercato di salvarla. Successivamente ebbe una relazione con il suo compagno di squadra Sun Boy. Poco dopo, fu fortemente sottinteso (ma mai esplicitamente affermato) che ebbe una lunga e seria relazione con una sua compagna di squadra, Lightning Lass.
Dopo la disintegrazione della Legione dell'epoca dello scrittore Levitz, Violet ritornò su Imsk e fu inviata a combattere in una guerra contro Braal, pianeta natale di Cosmic Boy. Questa guerra ebbe termine con la "Battaglia di Venado Bay", durante la quale si ritrovò a salvare un Cosmic Boy gravemente ferito dai suoi stessi compagni; lui, delirante di dolore, non la riconobbe, e la attaccò al volto, distruggendole l'occhio destro e lasciandole una cicatrice sulla faccia. I due successivamente si riconciliarono e anche se lei riottenne il suo occhio, decise di tenere la cicatrice come ricordo.
Prima della revisione della Legione, una delle gambe di Violet fu disintegrata e in seguito sostituita da una artificiale.
Nella storia "Legion On The Run", operò sotto il nome in codice di Virus come leader della Legione.
Durante la "Five Year Gap" dopo le Guerre Magiche, Gim entra nella polizia scientifica e non fa ritorno nella Legione. La Terra cade sotto il controllo dei Dominatori e finisce col distaccarsi dai Pianeti Uniti. Qualche anno dopo, i membri dei Dominatori classificati come Batch SW6 fuggono dalla prigione. Originariamente i Batch SW6 sembrano essere un gruppo di cloni adolescenti dei Legionari, creati da alcuni campioni presi, in apparenza, prima della morte di Ferro Lad per mano del Mangiatore di Soli. Poi si scopre che erano dei duplicati di un paradosso temporale, e quindi altrettanto legittimi come le loro controparti più adulte. Dopo che la Terra viene distrutta da un disastro che ricorda la distruzione di Krypton di oltre un millennio prima, poche dozzine di città sopravvissute e i loro abitanti ricostruiscono il loro mondo sotto il nome di Nuova Terra. I Legionari SW6 - inclusa la loro versione di Shrinking Violet - rimasero.

## Post-Ora Zero
Violet si unì originariamente alla Legione (come Shrinking Violet). Nella competizione finale per diventare una rappresentante di Imsk, uno degli altri partecipanti, Micro, uccise il terzo finalista, Ion. Dopo aver catturato Micro, Vi fu accettata nella Legione con gioia, e nonostante la sua timidezza cronica, divenne subito la migliore amica dell'estroversa Kinetix che si unì alla squadra nello stesso periodo e la spinse ad esporsi un po' di più. Fu poco dopo la partenza di Kinetix, ora senza poteri alla ricerca di nuovi potenti artefatti, che Violet ebbe il suo incontro con l'Occhio di Smeraldo di Ekron. Seducendola, permise gradualmente alla Legionaria di diventare estroversa fino al punto che lei desiderava fino a farla diventare leader della Legione.
Mantenere l'Occhio segreto dopo che Kinetix ritornò misticamente ripotenziata (essendo stata inviata a cercare l'Occhio) si dimostrò letale. Innocentemente desiderò che tutti i Legionari potessero vedere esauditi tutti i loro desideri più profondi. Sfortunatamente per il Leviatano, il suo desiderio era una morte eroica che subito l'Occhio portò a compimento. Avendo avuto una cotta lunga anni per lui, le si spezzò il cuore con la sua morte, e rivelò apertamente il potere dell'Occhio nel tentativo di resuscitarlo costringendo i Legionari ad andare in una ricerca galattica dei mezzi di resurrezione.
Fu solo dopo che ebbe ricostituito la Legione, così come la Terra, che alcuni Legionari accidentalmente liberi la fermarono perché capirono che era andata troppo oltre; la ragazza comandò l'Occhio di "rimettere indietro il tempo". Maliziosamente, l'Occhio si prese l'opportunità di inviare metà della Legione circa mille anni nel passato, mentre portò Shrinking Violet nello spazio così da poter continuare il lavaggio del cervello sulla Legionaria. Qui, avvertì che il suo padrone originale, Mordru (uno dei pochi esseri in grado di utilizzarlo contro la sua volontà) si era risvegliato. A questo punto, Violet e l'Occhio si fusero, ma l'Occhio divenne la personalità predominante. Questa unione fu chiamata Veye.
Dopo che riuscì a liberarsi dall'Occhio, e che Mordru fu sconfitto, Violet improvvisamente si ritrovò con i poteri del Leviatano aggiunti ai suoi. Da allora si alternò nell'utilizzo del nome LeViathan in tributo a Gim, e il più semplice Violet.

## Terza Versione (2004 - 2009)
In questa continuità, Shrinking Violet è anche nota come Atom Girl, un mito per tutti tranne che per i membri fondatori della Legione. Fu considerata uno scherzo dalla seconda ondata di Legionari, finché Brainiac 5 non la rivelò in battaglia contro Elysion di Terra Firma. Disse che stava esplorando Brainiac 5 nel micro-verso e che semplicemente perse la cognizione del tempo. Lyle Norg utilizzò il suo nome come copertura per celare le sue tracce mentre spiava Brainiac 5. Successivamente Violet assalì Invisible Kid e dopo averlo tenuto sospeso sopra tutta la città lo perdonò. Questo sembrò essere l'immagine che si sono fatti di lei di una ragazza appena pazza ma fu fortemente leale a Brainiac 5. Atom Girl è solita reagire in modo cattivo verso i commenti circa la sua statura e sembra sentirsi ferita nell'apparire piccola agli occhi degli altri Legionari, nonché inabile a gestire i fallimenti, proprio come la sua faccia ruvida nasconde problemi ben più profondi dell'espressione in superficie.

## Post-Crisi Infinita
Gli eventi della miniserie Crisi infinita sembrano aver ricostituito una Legione analoga a quella presente nella continuità pre-Crisi sulle Terre infinite, come visto nella storia "The Lightning Saga" in Justice League of America e Justice Society of America, e nella storia "Superman e la Legione dei Super-Eroi" presente in Action Comics. Shrinking Violet fu inclusa in questi numeri.
In questa continuità, che è praticamente una versione della Legione "originale" in cui ci furono gli stessi retcon e manipolazioni della linea temporale mai accaduti, Shrinking Violet è ancora arrabbiata con Yera Allon, che si unì alla Legione come Yera Allon|Chameleon Girl. Si scoprì più avanti che la sua relazione con Lightning Lass, tuttavia, rimase intatta e andarono avanti come coppia.

## Poteri e abilità
Violet possiede l'abilità super umana di variare la sua statura. Originariamente poteva solo ridursi (fino a dimensioni sub atomiche se necessario). Nella versione post-Ora Zero, l'Occhio di Smeraldo le imbastì i poteri di Leviatano, e poteva quindi anche ingigantirsi.

## In altri media
- Shrikling Violet comparve in un episodio della serie animata Legion of Super Heroes. Fu inizialmente menzionata in "Man of Tomorrow", e successivamente ebbe dei camei in "Timber Wolf" e "Chain of Command", ma la sua prima vera comparsa non avvenne fino a "Sundown pt. 2" dove aiutò la Legione a far evadere i Fatal Five e Emerald Empress fuori di prigione. Quando scoprirono il doppio gioco, Violet sabotò l'Occhio di Smeraldo dall'interno. Dopo questa puntata comparve con un costume verde, e possiede una riconoscibile risata nasale.
- Nella seconda stagione, ebbe un ruolo più importante in "Chained Lightning" dove utilizzò le sue abilità in transnuralplotonica, connettendo un nuovo braccio robotico a Lightning Lad. In questo episodio, Violet e Brainiac 5 sembrarono essere cresciuti insieme. Se fossero solo amici o qualcosa di più non si capì finché la serie non terminò.
- Nell'episodio "Message In A Bottle", Shrinking Violet ricomparve, questa volta come parte di un gruppo diretto alla città miniaturizzata di Kandor per fermare il Brainiac originale. Fu teleportata alla città insieme alla Legione (prima furono tutti miniaturizzati con un laser). Scoprì, tuttavia, che ciò aveva effetti sui suoi poteri e che non riusciva più a miniaturizzarsi nel modo corretto. Rimase più alta di chiunque altro di pochi centimetri (secondo le loro proporzioni). Poteva però crescere fino a dimensioni gigantesche (gigantesche per i cittadini di Kandor, ma ancora piccola per dimensioni umane). La sua relazione con Brainiac 5 è ancora un mistero in questo episodio.
- Nella puntata finale della serie, dopo che Brainiac 1.0 fu scaricato come dati dentro Brainiac 5 in "Message in a Bottle", in un primo piano spinse violentemente Violet mentre la faceva passare nella hall.